# SIAM Journal on Scientific Computing
SIAM Journal on Scientific Computing  (ook SISC) is een internationaal, aan collegiale toetsing onderworpen wetenschappelijk tijdschrift op het gebied van de toegepaste wiskunde.
De naam wordt in literatuurverwijzingen meestal afgekort tot SIAM J. Sci. Comput., terwijl informeel vaak de afkorting SISC gebruikt wordt.
Het wordt uitgegeven door de Society for Industrial and Applied Mathematics (SIAM) en verschijnt tweemaandelijks.
Het tijdschrift is opgericht in 1980 en heette aanvankelijk SIAM Journal on Scientific & Statistical Computing (SIAM J. Sci. Stat. Comput., ISSN 0196-5204). De huidige naam dateert van 1993.
Tot de meest invloedrijke artikelen in het tijdschrift behoort het werk van Yousef Saad, Henk van der Vorst en Peter Sonneveld in de jaren 1980-1990 over het oplossen van zeer grote stelsels van lineaire vergelijkingen.